# Pandemia di COVID-19 in Zambia
Il primo caso della pandemia di COVID-19 in Zambia è stato confermato il 18 marzo 2020.

## Antefatti
Il 12 gennaio 2020, l'Organizzazione mondiale della sanità (OMS) ha confermato che un nuovo coronavirus era la causa di una nuova infezione polmonare che aveva colpito diversi abitanti della città di Wuhan, nella provincia cinese dell'Hubei, il cui caso era stato portato all'attenzione dell'OMS il 31 dicembre 2019.
Sebbene nel tempo il tasso di mortalità del COVID-19 si sia rivelato decisamente più basso di quello dell'epidemia di SARS che aveva imperversato nel 2003, la trasmissione del virus SARS-CoV-2, alla base del COVID-19, è risultata essere molto più ampia di quella del precedente virus del 2003, ed ha portato a un numero totale di morti molto più elevato.
Il 5 maggio 2023, l'Organizzazione mondiale della sanità dichiara ufficialmente la fine della pandemia.

## Cronologia

### Marzo
A partire dal 17 marzo, il governo ha chiuso tutte le istituzioni educative e messo in atto alcune restrizioni ai viaggi all'estero. Lo Zambia ha riportato i suoi primi 2 casi di COVID-19 a Lusaka il 18 marzo, si trattava di una coppia che aveva viaggiato in vacanza in Francia. Un terzo caso è stato registrato il 22 marzo. Il paziente era un uomo che aveva viaggiato in Pakistan. Il 25 marzo, il presidente Edgar Lungu ha confermato un totale di 12 casi durante un discorso nazionale dal vivo.

### Aprile
Lo Zambia ha registrato la sua prima morte il 2 aprile.

### Maggio
Al 5 maggio, il numero di decessi per COVID-19 era salito a quattro.

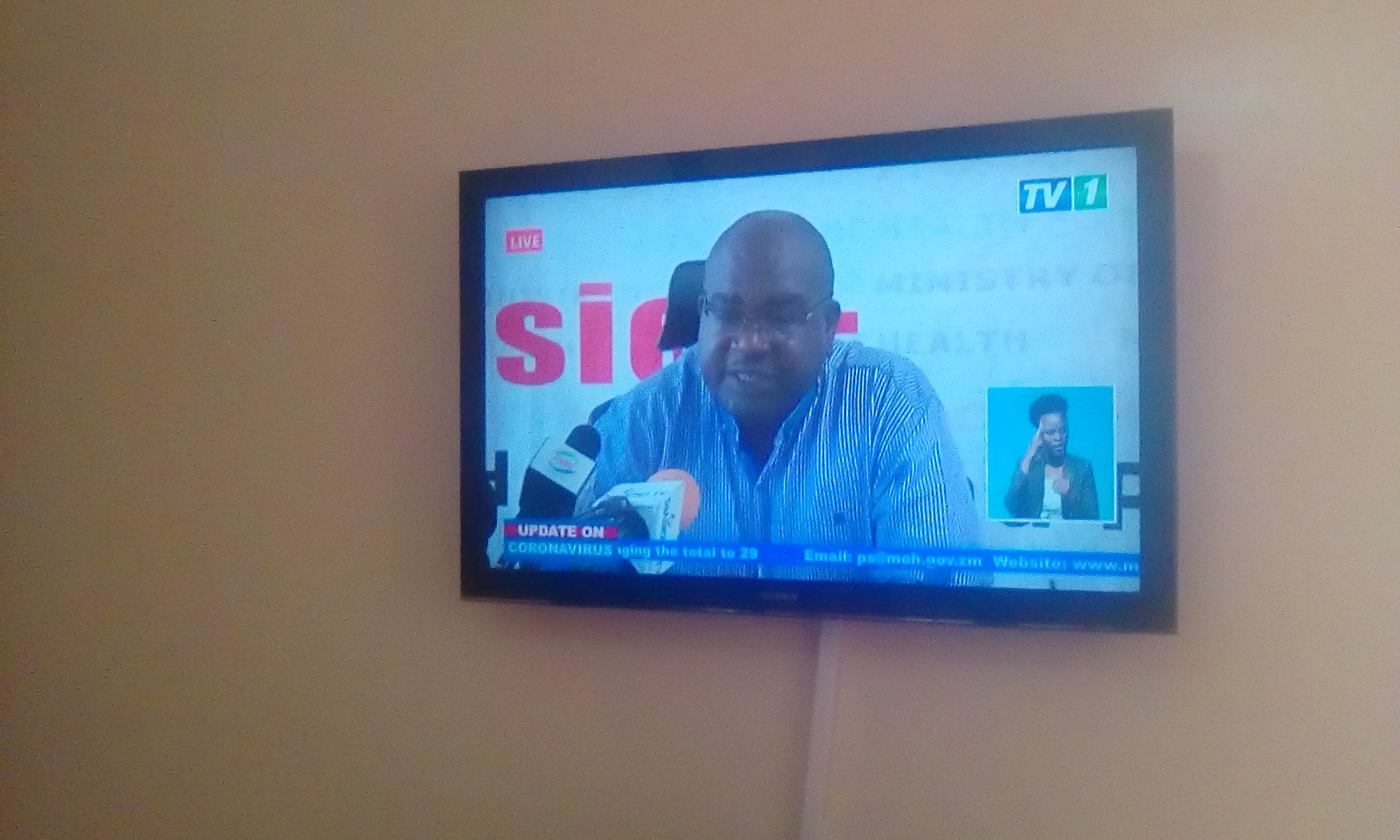
Conferenza del ministro della salute

Dal 22 maggio al 27 maggio 2020, lo Zambia aveva registrato un totale di 137 nuovi casi, portando il totale a 1.057. In un discorso ufficiale alla nazione, il Segretario del Gabinetto in Zambia, il Dr. Simon Miti ha inoltre confermato che il Paese ha registrato 443 guariti in cinque giorni portando il numero totale a 779. I decessi registrati sono rimasti a 7 e i casi attivi erano a 271.

## Impatto sull'istruzione
Il 17 marzo 2020, il governo dello Zambia ha annunciato che tutte le scuole, i college e le università verranno chiusi dal venerdì 20 marzo.
Il ministro dell'istruzione, il generale David Mabumba ha annunciato che il Zambia National Broadcasting Corporation - ZNBC, aprirà un canale dedicato alla fornitura di istruzione durante la chiusura delle scuole. Mabumba ha dichiarato che il nuovo canale ZNBC inizierà le trasmissioni il 13 aprile 2020.
Mabumba ha affermato che per coloro che non possono accedere alla televisione ci saranno altri programmi educativi alla radio. Il ministro ha affermato che il governo introdurrà ulteriormente l'e-learning e altre misure per consentire agli alunni di accedere all'istruzione.

## Autoritarismo
Il governo dello Zambia è stato accusato di usare la pandemia come strumento e copertura per far crescere il proprio autoritarismo. Ha sospeso il parlamento per impedire il rifiuto del disegno di legge della Costituzione dello Zambia che indebolirebbe le istituzioni democratiche e chiuderebbe la principale stazione televisiva privata, che ha rifiutato di pubblicare gratuitamente annunci pubblicitari del governo.